# Melodifestivalen 2021
Melodifestivalen 2021 став 61-м музичним пісенним конкурсом Швеції, що пройшов з 6 лютого по 13 березня 2021 року, який також є національним відбором країни на Євробачення. Переможцем Мелодіфестівалену став Tusse з піснею «Voices», що посів 14 місце з 109 балами на Пісенному конкурсі Євробачення 2021, який пройшов у Роттердамі, Нідерланди.

## Формат
Конкурс складається з 6 шоу, серед яких: 4 півфінали, «другий шанс» та фінал. Для участі у Мелодіфестівалені були відібрані 28 пісень, які можуть потрапити на змагання трьома шляхами: відкритим конкурсом на подання пісень, прямим запрошенням від організаторів певних виконавців або авторів пісень та наданням права участі одному з конкурсантів P4 Nästa, який організовує Sveriges Radio P4. 
У кожному півфіналі бере участь 7 пісень, дві найкращі з яких кваліфікуються до фіналу та ще дві ― до другого шансу. Під час другого шансу 8 виконавців беруть участь у змаганнях у формі пар, з якої один учасник потрапляє до фіналу, а другий припиняє участь у конкурсі. Всього до фіналу кваліфікуються 12 пісень, найкраща з яких за результатами голосування міжнародного журі та телеглядачів стає переможною.

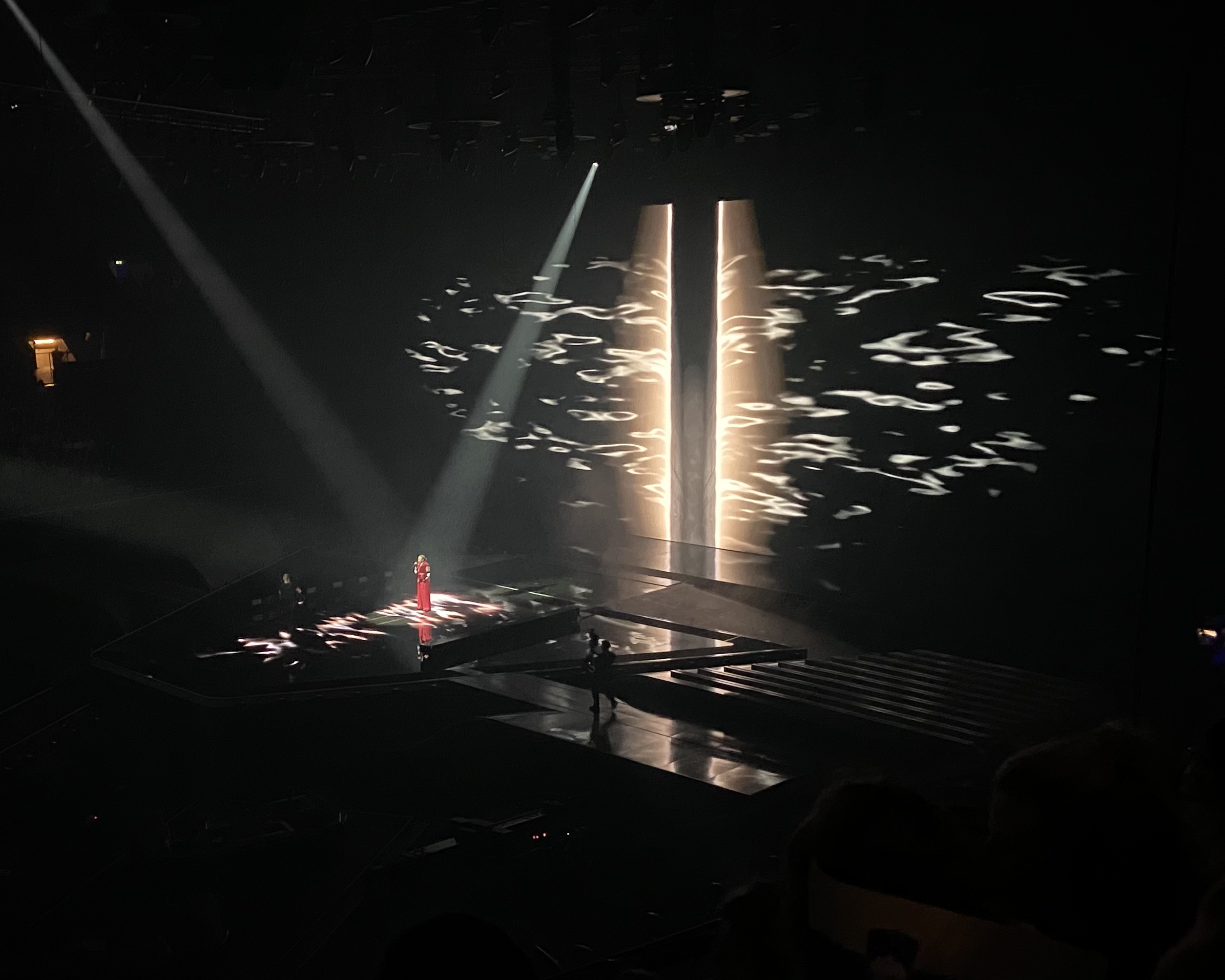
Туссе на репетиції для журі першого півфіналу на Євробаченні 2021

## Учасники
| Учасник                | Пісня                        | Автори пісень                                                                        |
| ---------------------- | ---------------------------- | ------------------------------------------------------------------------------------ |
| Альваро Естрелла       | «Bailá Bailá»                | Андерс Вретов, Ліннея Деб, Джиммі Торнфельдт                                         |
| Антон Евальд           | «New Religion»               | Джонас Воллін, Джо Кіллінгтон, Антон Евальд, Мая Стремштедт                          |
| Arvingarna             | «Tänker inte alls gå hem»    | Стефан Брунзель, Нанне Гренваль, Томас G:son, Боббі Люнгрен                          |
| Денні Сауседо          | «Dandi dansa»                | Денні Сауседо, Карл-Йохан Расмарк                                                    |
| Єссіка Андерсон        | «Horizon»                    | Девід Кройгер, Фредрік Кемпе, Єспер Якобссон Гранд, Маркус Ліден, Крістіан Холмстрем |
| Dotter                 | «Little Tot»                 | Йоганна Янссон, Діно Меданходжич                                                     |
| Еліза                  | «Den du är»                  | Боббі Люнггрен, Інгела Форсман, Еліза Ліндстрьом                                     |
| Еміль Ассергорд        | «Om allting skiter sig»      | Еміль Ассергорд, Їммі Янссон, Джиммі Торнфельдт, Андерс Вретов, Йоганна Вретов       |
| Ерік Сааде             | «Every Minute»               | Ерік Сааде, Ліннея Деб, Джой Деб, Йиммі Торнфельдт                                   |
| Ефраїм Лео             | «Best of Me»                 | Ефраїм Лео, Корнелія Якобсдоттер, Аманда Беркегрен, Герман Гардарфве                 |
| Єва Ридберг & Ева Роос | «Rena rama ding dong»        | Горан Спардал, Калле Ридберг, Арі Лехтонен                                           |
| Kadiatou               | «One Touch»                  | Джой Деб, Ліннея Деб, Джиммі Торнфельдт, Андерс Вретов                               |
| Клара Клінгенстрьом    | «Behöver inte dig idag»      | Клара Клінгенстрьом, Боббі Люнггрен, Девід Ліндгрен Захаріас                         |
| Клара Хаммарстрьом     | «Beat of Broken Hearts»      | Девід Крейгер, Фредрік Шемпе, Ніклас Карсон Метсон, Андреас Вейк                     |
| Lillasyster            | «Pretender»                  | Ісак Халлен, Якоб Редцер, Мартін Вестерстранд, Ян Паоло Ліра, Палле Хаммарлунд       |
| Lovad                  | «Allting är precis likadant» | Маттіас Андреассон, Александер Нівек, Лова Древстам, Альбін Юнсен                    |
| Mustasch               | «Contagious»                 | Ральф Гілленхаммар, Девід Йоханнессон                                                |
| Наталі Бридольф        | «Fingerprints»               | Андреас Стоун Йоханссон, Етта Зелмані, Лорелл Баркер, Анна-Клара Фолін               |
| Патрік Шон             | «Tears Run Dry»              | Герман Гардарфве, Патрік Шон, Мелані Вебе                                            |
| Пол Рей                | «The Missing Piece»          | Фредрік Сонефорс, Лорелл Баркер, Паулі Йокела                                        |
| Sannex                 | «All Inclusive»              | Грета Свенссон, Ганс Торстенссон                                                     |
| Тесс Меркель           | «Good Life»                  | Тоні Мальм, Тесс Меркель, Палле Хаммарлунд, Матс Тернфорс                            |
| The Mamas              | «In the Middle»              | Емілі Фальві, Робін Стернберг, Їммі Янссон                                           |
| Tusse                  | «Voices»                     | Джой Деб, Ліннея Деб, Джиммі Торнфельдт, Андерс Вретов                               |
| Фріда Грін             | «The Silence»                | Анна Берґендаль, Боббі Люнггрен, Девід Ліндгрен Захаріас, Джой Деб                   |
| Шарлотта Переллі       | «Still Young»                | Томас G:son, Боббі Люнггрен, Ерік Бернхольм, Чарлі Густавссон                        |
| Юлія Альфріда          | «Rich»                       | Юлія Альфріда, Йиммі Янссон, Мелані Вебе                                             |
| WAHL feat. SAMI        | «90-talet»                   | Самі Рекік, Крістофер Уолберг, Юзефін Гленмарк, Єспер Веландер, Андреас Ларссон      |

## Півфінали

### Перший півфінал
Перший півфінал Melodifestivalen 2021, ведучими якого стали Крістер Бьоркман та Лена Філіпссон, відбувся 6 лютого 2021 року. Переможцем став Денні Сауседо, який разом з Arvingarna кваліфікувався до фіналу. Пол Рей та Lillasyster пройшли отримали право на участь у другому шансі.
     фінал
     другий шанс
| № | Учасник         | Пісня                     | Місце | Голосування | Голосування |
| № | Учасник         | Пісня                     | Місце | Очок        | Голосів     |
| - | --------------- | ------------------------- | ----- | ----------- | ----------- |
| 1 | Kadiatou        | «One Touch»               | 6     | 29          | 967,331     |
| 2 | Lillasyster     | «Pretender»               | 4     | 48          | 1,159,154   |
| 3 | Єссіка Андерсон | «Horizon»                 | 5     | 38          | 1,065,794   |
| 4 | Пол Рей         | «The Missing Piece»       | 3     | 68          | 1,239,146   |
| 5 | Arvingarna      | «Tänker inte alls gå hem» | 2     | 72          | 1,190,449   |
| 6 | Наталі Бридольф | «Fingerprints»            | 7     | 11          | 825,414     |
| 7 | Денні Сауседо   | «Dandi dansa»             | 1     | 78          | 1,377,663   |

| Детальні результати голосування глядачів | Детальні результати голосування глядачів | Детальні результати голосування глядачів | Детальні результати голосування глядачів | Детальні результати голосування глядачів | Детальні результати голосування глядачів | Детальні результати голосування глядачів | Детальні результати голосування глядачів | Детальні результати голосування глядачів | Детальні результати голосування глядачів |
| Місце                                    | Учасник                                  | Вікова група                             | Вікова група                             | Вікова група                             | Вікова група                             | Вікова група                             | Вікова група                             | Вікова група                             | СМС                                      |
| Місце                                    | Учасник                                  | 3-9                                      | 10-15                                    | 16-29                                    | 30-44                                    | 45-59                                    | 60-74                                    | 75+                                      | СМС                                      |
| ---------------------------------------- | ---------------------------------------- | ---------------------------------------- | ---------------------------------------- | ---------------------------------------- | ---------------------------------------- | ---------------------------------------- | ---------------------------------------- | ---------------------------------------- | ---------------------------------------- |
| 1                                        | Денні Сауседо                            | 6                                        | 10                                       | 12                                       | 10                                       | 12                                       | 10                                       | 10                                       | 8                                        |
| 2                                        | Arvingarna                               | 8                                        | 6                                        | 6                                        | 6                                        | 10                                       | 12                                       | 12                                       | 12                                       |
| 3                                        | Пол Рей                                  | 12                                       | 12                                       | 10                                       | 8                                        | 8                                        | 6                                        | 6                                        | 6                                        |
| 4                                        | Lillasyster                              | 2                                        | 2                                        | 8                                        | 12                                       | 6                                        | 4                                        | 4                                        | 10                                       |
| 5                                        | Єссіка Андерссон                         | 4                                        | 4                                        | 2                                        | 4                                        | 4                                        | 8                                        | 8                                        | 4                                        |
| 6                                        | Kadiatou                                 | 10                                       | 8                                        | 4                                        | 2                                        | 1                                        | 1                                        | 2                                        | 1                                        |
| 7                                        | Наталі Бридольф                          | 1                                        | 1                                        | 1                                        | 1                                        | 2                                        | 2                                        | 1                                        | 2                                        |

### Другий півфінал
Перший півфінал Melodifestivalen 2021, ведучими якого стали Крістер Бьоркман та Оскар Зія & Аніс Дон Деміна, відбувся 13 лютого 2021 року. Dotter та Антон Евальд пройшли до фіналу, Єва Ридберг & Ева Роос та Фріда Грін — до «другого шансу».
     фінал
     другий шанс
| № | Учасник                | Пісня                 | Місце | Голосування | Голосування |
| № | Учасник                | Пісня                 | Місце | Очок        | Голосів     |
| - | ---------------------- | --------------------- | ----- | ----------- | ----------- |
| 1 | Антон Евальд           | «New Religion»        | 2     | 68          | 1,218,312   |
| 2 | Юлія Альфріда          | «Rich»                | 7     | 11          | 751,337     |
| 3 | WAHL feat. SAMI        | «90-talet»            | 6     | 30          | 961,160     |
| 4 | Фріда Грін             | «The Silence»         | 4     | 47          | 1,028,299   |
| 5 | Єва Ридберг & Ева Роос | «Rena rama ding dong» | 3     | 52          | 997,947     |
| 6 | Патрік Шон             | «Tears Run Dry»       | 5     | 44          | 1,049,434   |
| 7 | Dotter                 | «Little Tot»          | 1     | 92          | 1,464,962   |

| Детальні результати голосування глядачів | Детальні результати голосування глядачів | Детальні результати голосування глядачів | Детальні результати голосування глядачів | Детальні результати голосування глядачів | Детальні результати голосування глядачів | Детальні результати голосування глядачів | Детальні результати голосування глядачів | Детальні результати голосування глядачів | Детальні результати голосування глядачів |
| Місце                                    | Учасник                                  | Вікова група                             | Вікова група                             | Вікова група                             | Вікова група                             | Вікова група                             | Вікова група                             | Вікова група                             | СМС                                      |
| Місце                                    | Учасник                                  | 3-9                                      | 10-15                                    | 16-29                                    | 30-44                                    | 45-59                                    | 60-74                                    | 75+                                      | СМС                                      |
| ---------------------------------------- | ---------------------------------------- | ---------------------------------------- | ---------------------------------------- | ---------------------------------------- | ---------------------------------------- | ---------------------------------------- | ---------------------------------------- | ---------------------------------------- | ---------------------------------------- |
| 1                                        | Dotter                                   | 12                                       | 12                                       | 12                                       | 12                                       | 12                                       | 12                                       | 10                                       | 10                                       |
| 2                                        | Антон Евальд                             | 10                                       | 10                                       | 8                                        | 10                                       | 10                                       | 6                                        | 8                                        | 6                                        |
| 3                                        | Єва Ридберг & Ева Роос                   | 2                                        | 6                                        | 6                                        | 2                                        | 2                                        | 10                                       | 12                                       | 12                                       |
| 4                                        | Фріда Грін                               | 1                                        | 8                                        | 4                                        | 4                                        | 8                                        | 8                                        | 6                                        | 8                                        |
| 5                                        | Патрік Шон                               | 6                                        | 4                                        | 10                                       | 6                                        | 6                                        | 4                                        | 4                                        | 4                                        |
| 6                                        | WAHL feat. SAMI                          | 8                                        | 2                                        | 2                                        | 8                                        | 4                                        | 2                                        | 2                                        | 2                                        |
| 7                                        | Юлія Альфріда                            | 4                                        | 1                                        | 1                                        | 1                                        | 1                                        | 1                                        | 1                                        | 1                                        |

### Третій півфінал
Третій півфінал Melodifestivalen 2021, ведучими якого стали Крістер Бьоркман та Джейсон Діакіте, відбувся 20 лютого 2021 року. Найбільше голосів отримав Туссе, за ним — Шарлотта Переллі. Альваро Естрелла та Клара Хаммарстрьом кваліфікувалися до другого шансу.
     фінал
     другий шанс
| № | Учасник            | Пісня                   | Місце | Голосування | Голосування |
| № | Учасник            | Пісня                   | Місце | Очок        | Голосів     |
| - | ------------------ | ----------------------- | ----- | ----------- | ----------- |
| 1 | Шарлотта Переллі   | «Still Young»           | 2     | 62          | 1,272,523   |
| 2 | Еміль Ассергорд    | «Om allting skiter sig» | 5     | 34          | 987,458     |
| 3 | Клара Хаммарстрьом | «Beat of Broken Hearts» | 4     | 58          | 1,252,895   |
| 4 | Mustasch           | «Contagious»            | 6     | 18          | 763,045     |
| 5 | Еліза              | «Den du är»             | 7     | 18          | 613,779     |
| 6 | Альваро Естрелла   | «Bailá Bailá»           | 3     | 60          | 1,193,914   |
| 7 | Tusse              | «Voices»                | 1     | 94          | 1,919,353   |

| Детальні результати голосування глядачів | Детальні результати голосування глядачів | Детальні результати голосування глядачів | Детальні результати голосування глядачів | Детальні результати голосування глядачів | Детальні результати голосування глядачів | Детальні результати голосування глядачів | Детальні результати голосування глядачів | Детальні результати голосування глядачів | Детальні результати голосування глядачів |
| Місце                                    | Учасник                                  | Вікова група                             | Вікова група                             | Вікова група                             | Вікова група                             | Вікова група                             | Вікова група                             | Вікова група                             | СМС                                      |
| Місце                                    | Учасник                                  | 3-9                                      | 10-15                                    | 16-29                                    | 30-44                                    | 45-59                                    | 60-74                                    | 75+                                      | СМС                                      |
| ---------------------------------------- | ---------------------------------------- | ---------------------------------------- | ---------------------------------------- | ---------------------------------------- | ---------------------------------------- | ---------------------------------------- | ---------------------------------------- | ---------------------------------------- | ---------------------------------------- |
| 1                                        | Tusse                                    | 10                                       | 12                                       | 12                                       | 12                                       | 12                                       | 12                                       | 12                                       | 12                                       |
| 2                                        | Шарлотта Переллі                         | 4                                        | 6                                        | 4                                        | 8                                        | 10                                       | 10                                       | 10                                       | 10                                       |
| 3                                        | Альваро Естрелла                         | 8                                        | 8                                        | 6                                        | 6                                        | 8                                        | 8                                        | 8                                        | 8                                        |
| 4                                        | Клара Хаммарстрьом                       | 12                                       | 10                                       | 10                                       | 10                                       | 6                                        | 4                                        | 4                                        | 2                                        |
| 5                                        | Еміль Ассергорд                          | 6                                        | 4                                        | 8                                        | 4                                        | 2                                        | 2                                        | 2                                        | 6                                        |
| 6                                        | Mustasch                                 | 2                                        | 2                                        | 2                                        | 2                                        | 4                                        | 1                                        | 1                                        | 4                                        |
| 7                                        | Еліза                                    | 1                                        | 1                                        | 1                                        | 1                                        | 1                                        | 6                                        | 6                                        | 1                                        |

### Четвертий півфінал
Ведучими останнього півфіналу, що відбувся 27 лютого 2021 року, стали Крістер Бьоркман та Пер Андерссон & Пернілла Волгрен. The Mamas та Ерік Сааде стали фіналістами. Ефраїм Лео й Клара Клінгенстрьом кваліфікувалися до другого шансу.
     фінал
     другий шанс
| № | Учасник             | Пісня                        | Місце | Голосування | Голосування |
| № | Учасник             | Пісня                        | Місце | Очок        | Голосів     |
| - | ------------------- | ---------------------------- | ----- | ----------- | ----------- |
| 1 | Тесс Меркель        | «Good Life»                  | 5     | 40          | 868,050     |
| 2 | Lovad               | «Allting är precis likadant» | 6     | 21          | 783,763     |
| 3 | Ефраїм Лео          | «Best of Me»                 | 3     | 52          | 1,035,821   |
| 4 | The Mamas           | «In the Middle»              | 1     | 94          | 1,550,459   |
| 5 | Sannex              | «All Inclusive»              | 7     | 14          | 609,909     |
| 6 | Клара Клінгенстрьом | «Behöver inte dig idag»      | 4     | 51          | 930,002     |
| 7 | Ерік Сааде          | «Every Minute»               | 2     | 72          | 1,179,580   |

| Детальні результати голосування глядачів | Детальні результати голосування глядачів | Детальні результати голосування глядачів | Детальні результати голосування глядачів | Детальні результати голосування глядачів | Детальні результати голосування глядачів | Детальні результати голосування глядачів | Детальні результати голосування глядачів | Детальні результати голосування глядачів | Детальні результати голосування глядачів |
| Місце                                    | Учасник                                  | Вікова група                             | Вікова група                             | Вікова група                             | Вікова група                             | Вікова група                             | Вікова група                             | Вікова група                             | СМС                                      |
| Місце                                    | Учасник                                  | 3-9                                      | 10-15                                    | 16-29                                    | 30-44                                    | 45-59                                    | 60-74                                    | 75+                                      | СМС                                      |
| ---------------------------------------- | ---------------------------------------- | ---------------------------------------- | ---------------------------------------- | ---------------------------------------- | ---------------------------------------- | ---------------------------------------- | ---------------------------------------- | ---------------------------------------- | ---------------------------------------- |
| 1                                        | The Mamas                                | 12                                       | 12                                       | 12                                       | 12                                       | 12                                       | 12                                       | 12                                       | 10                                       |
| 2                                        | Ерік Сааде                               | 8                                        | 10                                       | 10                                       | 10                                       | 10                                       | 8                                        | 8                                        | 8                                        |
| 3                                        | Ефраїм Лео                               | 10                                       | 8                                        | 8                                        | 8                                        | 4                                        | 4                                        | 6                                        | 4                                        |
| 4                                        | Клара Клінгенстрьом                      | 1                                        | 2                                        | 2                                        | 6                                        | 8                                        | 10                                       | 10                                       | 12                                       |
| 5                                        | Тесс Меркель                             | 6                                        | 4                                        | 4                                        | 4                                        | 6                                        | 6                                        | 4                                        | 6                                        |
| 6                                        | Lovad                                    | 2                                        | 6                                        | 6                                        | 2                                        | 2                                        | 1                                        | 1                                        | 1                                        |
| 7                                        | Sannex                                   | 4                                        | 1                                        | 1                                        | 1                                        | 1                                        | 2                                        | 2                                        | 2                                        |

## Другий шанс
Чотири з восьми учасників другого шансу, що пройшов 6 березня 2021 року, квафілікуються до фіналу Мелодіфестівалену. Ведучими стали Крістер Бьоркман та Ширлі Клемп.
     фінал
| Дуель | № | Учасник                | Пісня                   | Голосування | Голосування |
| Дуель | № | Учасник                | Пісня                   | Очок        | Голосів     |
| ----- | - | ---------------------- | ----------------------- | ----------- | ----------- |
| I     | 1 | Альваро Естрелла       | «Bailá Bailá»           | 7           | 1,365,376   |
| I     | 2 | Lillasyster            | «Pretender»             | 1           | 1,163,807   |
| II    | 3 | Фріда Грін             | «The Silence»           | 1           | 925,473     |
| II    | 4 | Пол Рей                | «The Missing Piece»     | 7           | 1,207,581   |
| III   | 5 | Єва Ридберг & Ева Роос | «Rena rama ding dong»   | 3           | 1,173,492   |
| III   | 6 | Клара Клінгенстрьом    | «Behöver inte dig idag» | 5           | 1,276,040   |
| IV    | 7 | Клара Хаммарстрьом     | «Beat of Broken Hearts» | 8           | 1,139,262   |
| IV    | 8 | Ефраїм Лео             | «Best of Me»            | 0           | 908,611     |

| Детальні результати голосування глядачів | Детальні результати голосування глядачів | Детальні результати голосування глядачів | Детальні результати голосування глядачів | Детальні результати голосування глядачів | Детальні результати голосування глядачів | Детальні результати голосування глядачів | Детальні результати голосування глядачів | Детальні результати голосування глядачів | Детальні результати голосування глядачів | Детальні результати голосування глядачів | Детальні результати голосування глядачів |
| Дуель                                    | Фінал                                    | Учасник                                  | Вікова група                             | Вікова група                             | Вікова група                             | Вікова група                             | Вікова група                             | Вікова група                             | Вікова група                             | СМС                                      | Всього                                   |
| Дуель                                    | Фінал                                    | Учасник                                  | 3-9                                      | 10-15                                    | 16-29                                    | 30-44                                    | 45-59                                    | 60-74                                    | 75+                                      | СМС                                      | Всього                                   |
| ---------------------------------------- | ---------------------------------------- | ---------------------------------------- | ---------------------------------------- | ---------------------------------------- | ---------------------------------------- | ---------------------------------------- | ---------------------------------------- | ---------------------------------------- | ---------------------------------------- | ---------------------------------------- | ---------------------------------------- |
| I                                        | +                                        | Альваро Естрелла                         | 1                                        | 1                                        | 1                                        | 1                                        | 1                                        | 1                                        | 1                                        | 0                                        | 7                                        |
| I                                        | -                                        | Lillasyster                              | 0                                        | 0                                        | 0                                        | 0                                        | 0                                        | 0                                        | 0                                        | 1                                        | 1                                        |
| II                                       | +                                        | Фріда Грін                               | 0                                        | 0                                        | 0                                        | 0                                        | 0                                        | 0                                        | 0                                        | 1                                        | 1                                        |
| II                                       | -                                        | Пол Рей                                  | 1                                        | 1                                        | 1                                        | 1                                        | 1                                        | 1                                        | 1                                        | 0                                        | 7                                        |
| III                                      | -                                        | Єва Ридберг & Ева Роос                   | 1                                        | 1                                        | 1                                        | 0                                        | 0                                        | 0                                        | 0                                        | 0                                        | 3                                        |
| III                                      | +                                        | Клара Клінгенстрьом                      | 0                                        | 0                                        | 0                                        | 1                                        | 1                                        | 1                                        | 1                                        | 1                                        | 5                                        |
| IV                                       | +                                        | Клара Хаммарстрьом                       | 1                                        | 1                                        | 1                                        | 1                                        | 1                                        | 1                                        | 1                                        | 1                                        | 8                                        |
| IV                                       | -                                        | Ефраїм Лео                               | 0                                        | 0                                        | 0                                        | 0                                        | 0                                        | 0                                        | 0                                        | 0                                        | 0                                        |

## Фінал
Фінал Мелодіфестівалену, в якому взяли участь 12 учасників, відбувся 13 березня 2021 року. Ведучими стали Крістер Бьоркман, Шима Ніаварані та Монс Сельмерлев, який представляв Швецію на Пісенному конкурсі Євробачення 2015 та приніс країні перемогу.
Переможцем Melodifestivalen 2021 став Tusse зі своєю піснею «Voices». Співак переміг як за результатами журі, так і глядачів. Учаснику вперше за історію конкурсу вдалося отримати 12 балів від усів груп телеглядачів.
| №  | Учасник             | Пісня                     | Місце | Балів | Журі | Телеглядачі | Телеглядачі |
| №  | Учасник             | Пісня                     | Місце | Балів | Журі | Очок        | Голосів     |
| -- | ------------------- | ------------------------- | ----- | ----- | ---- | ----------- | ----------- |
| 1  | Денні Сауседо       | «Dandi dansa»             | 7     | 74    | 39   | 35          | 1,309,741   |
| 2  | Клара Хаммарстрьом  | «Beat of Broken Hearts»   | 6     | 79    | 43   | 36          | 1,341,566   |
| 3  | Антон Евальд        | «New Religion»            | 11    | 25    | 9    | 16          | 1,066,340   |
| 4  | The Mamas           | «In the Middle»           | 3     | 106   | 50   | 56          | 1,646,198   |
| 5  | Пол Рей             | «The Missing Piece»       | 12    | 25    | 18   | 7           | 998,030     |
| 6  | Шарлотта Переллі    | «Still Young»             | 8     | 60    | 32   | 28          | 1,016,557   |
| 7  | Tusse               | «Voices»                  | 1     | 175   | 79   | 96          | 2,964,269   |
| 8  | Альваро Естрелла    | «Bailá Bailá»             | 10    | 26    | 7    | 19          | 1,071,188   |
| 9  | Клара Клінгенстрьом | «Behöver inte dig idag»   | 5     | 91    | 39   | 52          | 1,455,605   |
| 10 | Ерік Сааде          | «Every Minute»            | 2     | 118   | 69   | 49          | 1,471,324   |
| 11 | Dotter              | «Little Tot»              | 4     | 105   | 57   | 48          | 1,488,599   |
| 12 | Arvingarna          | «Tänker inte alls gå hem» | 9     | 44    | 22   | 22          | 923,022     |

| Детальні результати голосування міжнародного журі | Детальні результати голосування міжнародного журі | Детальні результати голосування міжнародного журі | Детальні результати голосування міжнародного журі | Детальні результати голосування міжнародного журі | Детальні результати голосування міжнародного журі | Детальні результати голосування міжнародного журі | Детальні результати голосування міжнародного журі | Детальні результати голосування міжнародного журі | Детальні результати голосування міжнародного журі | Детальні результати голосування міжнародного журі |
| Місце                                             | Учасник                                           | Всього                                            | Країна                                            | Країна                                            | Країна                                            | Країна                                            | Країна                                            | Країна                                            | Країна                                            | Країна                                            |
| Місце                                             | Учасник                                           | Всього                                            | Франція                                           | Албанія                                           | Ісландія                                          | Ізраїль                                           | Велика Британія                                   | Швейцарія                                         | Кіпр                                              | Нідерланди                                        |
| ------------------------------------------------- | ------------------------------------------------- | ------------------------------------------------- | ------------------------------------------------- | ------------------------------------------------- | ------------------------------------------------- | ------------------------------------------------- | ------------------------------------------------- | ------------------------------------------------- | ------------------------------------------------- | ------------------------------------------------- |
| 1                                                 | Tusse                                             | 79                                                | 12                                                | 10                                                | 12                                                | 10                                                | 7                                                 | 12                                                | 4                                                 | 12                                                |
| 2                                                 | Ерік Сааде                                        | 69                                                | 4                                                 | 8                                                 | 5                                                 | 12                                                | 8                                                 | 10                                                | 12                                                | 10                                                |
| 3                                                 | Dotter                                            | 57                                                | 7                                                 | 12                                                | 4                                                 | 6                                                 | 10                                                | 7                                                 | 8                                                 | 3                                                 |
| 4                                                 | The Mamas                                         | 50                                                | 6                                                 | 6                                                 | 6                                                 | 4                                                 | 12                                                | 8                                                 | 1                                                 | 7                                                 |
| 5                                                 | Клара Хаммарстрьом                                | 43                                                | 8                                                 | 4                                                 | 8                                                 | 8                                                 | 4                                                 | 5                                                 | 2                                                 | 4                                                 |
| 6                                                 | Денні Сауседо                                     | 39                                                | 3                                                 | 3                                                 | 7                                                 | 3                                                 | 6                                                 | 6                                                 | 6                                                 | 5                                                 |
| 7                                                 | Клара Клінгенстрьом                               | 39                                                | 10                                                | 7                                                 | 10                                                | 5                                                 | 2                                                 | ―                                                 | 3                                                 | 2                                                 |
| 8                                                 | Шарлотта Переллі                                  | 32                                                | 5                                                 | 1                                                 | 3                                                 | 7                                                 | 5                                                 | 1                                                 | 10                                                | ―                                                 |
| 9                                                 | Arvingarna                                        | 22                                                | ―                                                 | ―                                                 | ―                                                 | ―                                                 | 3                                                 | 4                                                 | 7                                                 | 8                                                 |
| 10                                                | Пол Рей                                           | 18                                                | 1                                                 | 5                                                 | 2                                                 | 1                                                 | ―                                                 | 3                                                 | ―                                                 | 6                                                 |
| 11                                                | Антон Евальд                                      | 9                                                 | 2                                                 | 2                                                 | ―                                                 | 2                                                 | ―                                                 | 2                                                 | ―                                                 | 1                                                 |
| 12                                                | Альваро Естрелла                                  | 7                                                 | ―                                                 | ―                                                 | 1                                                 | ―                                                 | 1                                                 | ―                                                 | 5                                                 | ―                                                 |

| Детальні результати голосування глядачів | Детальні результати голосування глядачів | Детальні результати голосування глядачів | Детальні результати голосування глядачів | Детальні результати голосування глядачів | Детальні результати голосування глядачів | Детальні результати голосування глядачів | Детальні результати голосування глядачів | Детальні результати голосування глядачів | Детальні результати голосування глядачів | Детальні результати голосування глядачів |
| Місце                                    | Учасник                                  | Вікова група                             | Вікова група                             | Вікова група                             | Вікова група                             | Вікова група                             | Вікова група                             | Вікова група                             | СМС                                      | Всього                                   |
| Місце                                    | Учасник                                  | 3-9                                      | 10-15                                    | 16-29                                    | 30-44                                    | 45-59                                    | 60-74                                    | 75+                                      | СМС                                      | Всього                                   |
| ---------------------------------------- | ---------------------------------------- | ---------------------------------------- | ---------------------------------------- | ---------------------------------------- | ---------------------------------------- | ---------------------------------------- | ---------------------------------------- | ---------------------------------------- | ---------------------------------------- | ---------------------------------------- |
| 1                                        | Tusse                                    | 12                                       | 12                                       | 12                                       | 12                                       | 12                                       | 12                                       | 12                                       | 12                                       | 96                                       |
| 2                                        | The Mamas                                | 3                                        | 10                                       | 10                                       | 10                                       | 7                                        | 6                                        | 6                                        | 4                                        | 56                                       |
| 3                                        | Клара Клінгенстрьом                      | 1                                        | 1                                        | 4                                        | 6                                        | 10                                       | 10                                       | 10                                       | 10                                       | 52                                       |
| 4                                        | Ерік Сааде                               | 4                                        | 5                                        | 7                                        | 7                                        | 8                                        | 5                                        | 5                                        | 8                                        | 49                                       |
| 5                                        | Dotter                                   | 6                                        | 7                                        | 8                                        | 8                                        | 6                                        | 4                                        | 4                                        | 5                                        | 48                                       |
| 6                                        | Клара Хаммарстрьом                       | 8                                        | 8                                        | 5                                        | 5                                        | 3                                        | 2                                        | 3                                        | 2                                        | 36                                       |
| 7                                        | Денні Сауседо                            | 10                                       | 6                                        | 6                                        | 4                                        | 4                                        | 1                                        | 1                                        | 3                                        | 35                                       |
| 8                                        | Шарлотта Переллі                         | 0                                        | 0                                        | 0                                        | 1                                        | 5                                        | 8                                        | 8                                        | 6                                        | 28                                       |
| 9                                        | Arvingarna                               | 0                                        | 0                                        | 0                                        | 0                                        | 1                                        | 7                                        | 7                                        | 7                                        | 22                                       |
| 10                                       | Альваро Естрелла                         | 5                                        | 2                                        | 1                                        | 3                                        | 2                                        | 3                                        | 2                                        | 1                                        | 19                                       |
| 11                                       | Антон Евальд                             | 7                                        | 4                                        | 3                                        | 2                                        | 0                                        | 0                                        | 0                                        | 0                                        | 16                                       |
| 12                                       | Пол Рей                                  | 2                                        | 3                                        | 2                                        | 0                                        | 0                                        | 0                                        | 0                                        | 0                                        | 7                                        |